# ニューロマンサー
『ニューロマンサー』（Neuromancer）は、ウィリアム・ギブスンによる長編SF小説。1984年7月1日、カナダで初版出版。日本語訳での初出は1986年の早川書房。翻訳は黒丸尚。旧装幀は奥村靫正。新装版は木山健司。

## 概要
1984年のネビュラ賞とフィリップ・K・ディック賞、1985年のヒューゴー賞を受賞。ほか、雑誌『SFクロニクル』読者賞、ディトマー賞も受賞。
著者ギブスンの長編処女作であり「サイバーパンク」の代名詞的作品である。長編第2作『カウント・ゼロ』および第3作『モナリザ・オーヴァドライヴ』と本作品を合わせた3作品は、共通する世界設定や登場人物をもち「電脳空間三部作」「スプロール・シリーズ」と呼ばれる。その他『クローム襲撃』に収録されている短編『記憶屋ジョニィ』、『ニュー・ローズ・ホテル』、表題作『クローム襲撃』も同一世界を舞台とした物語である。
タイトルは脳神経の"NEURON（ニューロン）"と、死霊使いの"NECROMANCER（ネクロマンサー）"との合成語で、同時に「新しいロマンス（NEW ROMANCE）」の意も掛けられている。他方、高橋ユキヒロによる1981年発表のアルバム『NEUROMANTIC（ロマン神経症）』というタイトルからもインスピレーションを受けたとされる（ただし内容的に直接的な関連性は無い）。
出版間もない80年代より映画化の企画が何度か持ち上がっているが、実現には至っていない。1999年の映画『マトリックス』は当初ニューロマンサーの映画化を目指したが、スポンサーが付かず企画が変更された。近年、ヴィンチェンゾ・ナタリ監督、弐瓶勉のアートワークで映画化が進行していたが頓挫、ナタリが降板し新たな企画がスタートしている。Apple TV+にて10話のドラマシリーズとして映像化されることが2024年2月28日に発表された。
なお日本を代表するSF作品として有名になった『攻殻機動隊』もニューロマンサーの影響を受けた作品であると誤解されがちであるが、原作者の士郎正宗によるとニューロマンサーを読んだのは攻殻機動隊の連載開始後であり、世界観自体はニューロマンサー日本語訳版の発刊時に既に一巻が入稿されていた『アップルシード』において構築されている。

## あらすじ
サイバネティクス技術と超巨大電脳ネットワークが地球を覆いつくし、財閥（ザイバツ）と呼ばれる巨大企業、そして「ヤクザ」が経済を牛耳る近未来。かつては、「マトリックス」と呼ばれる電脳空間（サイバースペース）に意識ごと没入（ジャック・イン）して企業情報を盗み出すコンピューター・カウボーイであり、伝説のハッカー「ディクシー・フラットライン」の弟子であったケイスは、依頼主との契約違反の制裁として、脳神経を焼かれてジャック・イン能力を失い、電脳都市千葉市（チバ・シティ）でドラッグ浸りのチンピラ暮らしを送っていた。

### 第一部 千葉市憂愁（チバ・シティ・ブルーズ）
自暴自棄に陥って危険な仲介業を続けるケイスの元に、全身に武装を施した街のサムライ（ストリート・サムライ）のモリイと名乗る女が現れ、彼女はケイスを謎の男アーミテジに引き合わせる。そしてアーミテジはケイスに、かつてケイスが失ったマトリックスへのジャック・イン能力の修復を代償に、マトリックス空間で最も「ヤバい」コンピュータ複合体への潜入を依頼するのだった。ケイスは依頼を引き受け、最後の仲介屋の仕事を片付けようとするが、取引のブツであるRAMカセットを盗んだ恋人リンダが「お友達」だったディーンによって殺されてしまう。

### 第二部 買物遠征（ショッピング・エクスペディション）
故郷であるスプロールに戻ったケイスは、大企業センス／ネットの保管庫から師匠ディクシー・フラットラインのROM人格構造物を盗み出すようアーミテジに命じられ、モリイの武力とパンサーモダンズの協力でそれを成功させる。次にイスタンブールへと向かった一行は視覚芸術家リヴィエラを拉致してチームに引き入れ、そして宇宙コロニー「自由界（フリーサイド）」へと飛ぶ。その一方でモリイ・ディクシー・フィンと共に背景事情を探っていたケイスは、アーミテジが極秘作戦スクリーミング・フィストの失敗により廃人となった元軍人のコートで、「冬寂（ウィンターミュート）」というAIによって操られている事を突き止める。

### 第三部 真夜中（ミッドナイト）のジュール・ヴェルヌ通り
高軌道に浮かぶクラスタ（集合体）ザイオンでマエルクムの協力を取り付け、ケイス達は「自由界」へと到着。「冬寂」の保有者である財閥テスィエ＝アシュプールの拠点、ヴィラ「迷光（ストレイライト）」へ潜入するために、リヴィエラのショウを見せて3ジェインを誘惑する。その最中に“冬寂”への接触を試みたケイスは、仮想世界に囚われ、「冬寂」の目的を教えられる。彼の目的はT=Aの保有する「もうひとつの自分」ニューロマンサーへとアクセスし、AIとして進化する事だった。その為にリンダが殺され、アーミテジも操られ、他にも多くの無関係な者が殺されている事を知って“冬寂”を憎悪するケイスだが、仮想世界から脱出して混乱する彼をチューリング警察機構の捜査官が逮捕する。

### 第四部 迷光仕掛け（ストレイライト・ラン）
「冬寂」がチューリング捜査官を殺害したことで拘束を逃れたケイスは、そのままヴィラ「迷光」へと仕掛け（ラン）を開始する。しかしついに人格が崩壊してコートとしての自分を取り戻したアーミテジは「冬寂」によって始末され、モリイはヴィラ「迷光」へ潜入して支配者アシュプール老人を殺害するも、リヴィエラの裏切りによってヒデオに敗北、囚われてしまう。「冬寂」の指示でマエルクムと共に直接ヴィラ「迷光」へ乗り込んだケイスだが、もう一つのAI「ニューロマンサー」の罠にかかって仮想世界に囚われ、その中で生きていたリンダ・リーと再会する。リンダとニューロマンサーの誘いを振り切って現実世界に帰還したケイスは、3ジェインの居室に到達して彼女と交渉し、その興味を引くことに成功する。再び裏切ったリヴィエラを始末するためヒデオが立ち去った隙をつき、3ジェインから暗号を聞き出したケイスは自己への憎悪を燃やしながら、冬寂＝ニューロマンサーの接続に成功する。

### 結尾（コーダ） 出発（デパーチャ）と到着（アライヴァル）
モリイは置き手紙を残して姿を消し、「冬寂＝ニューロマンサー」であった何かはアルファ・ケンタウリ系に存在するという同族を求めて旅立った。ケイスはまたいつものようにマトリックスを疾駆していて、リンダをはじめ去っていった者たちの姿がそこにあるのを垣間見る……

## 登場人物
ケイス
ヘンリー・ドーセット・ケイス。24歳。コンピューター・カウボーイ（ハッカー）。病的に痩せた細い肩、黒い無精ひげ。伝説的ハッカーであるボビー・クワイン（クローム襲撃）とディクシー・フラットライン（後述）の弟子。依頼主が盗ませた情報をさらに盗むという愚を犯し、その制裁として脳神経を焼かれ、ジャックイン不可能な体となったあとは、千葉シティで「仲介屋」の仕事をして糊口を凌いでいた。
モリイ
モリイ・ミリオンズ。女サムライ（用心棒）。あだ名は「段々剃刀」（だんだんかみそり）や「猫母さん」（キャットマザー）等。眼窩に埋め込んだミラーサングラスに高い頬骨、赤紫色（バーガンディ）の爪。あだ名の由来となった指の爪の下から飛び出す薄刃をはじめ、さまざまな身体改造を施している。爪の刃と"短針銃"（フレッチャー）が主要な武装。初出は短編『記憶屋ジョニイ』であり、そこではジョニイという少年をパートナーにしていた。本作ではジョニイの末路が語られている。続編である『モナリザ・オーヴァドライヴ』にも再登場する。
アーミテジ
ケイス、モリイ、フィン、リヴィエラを雇い、冬寂（ウィンターミュート）への潜入を行わせようとする謎の人物。褪めた青い瞳に、金のブレスレット。その正体は戦時作戦「スクリーミング・フィスト」に従事したウィリス・コート大佐と思われるが、上層部の裏切りにより作戦は失敗、コートは重傷を負って廃人となり、再起不能に陥ったと言われている。
リヴィエラ
ピーター･リヴィエラ。他人の視覚に自分が望む視覚像を投影できる芸術家。巧みな美容整形による優美な容貌と、一度折れたのを不器用につぎ直した鼻。麻薬中毒の精神病質者で、モリイから激しい嫌悪を向けられる。視覚像の投影は強度も自由に調節可能で、網膜を焼くこともできる。ボンの戦争孤児の出身。
フィン
スプロールの故買屋。擦り切れたツイードの上着に、黄色い乱杭歯。モリイの旧友で、彼女の手引により機材担当としてアーミテジのチームに加わる。ケイスとモリイに潜入対象についての重要な示唆をもたらすが、やがてケイスは電脳空間でフィンの姿を借りた存在に遭遇する。
フラットライン
マコイ・ポーリー、通称ディクシー・フラットライン。ボビー・クワインと並ぶ伝説的ハッカーでケイスの師。作中ではすでに故人であり、生前の情報がROM構造物（メモリ）として記録された擬似人格として登場する。"フラットライン"の呼び名は、かつてジャック・イン時に脳死状態（脳波がフラットライン）になったにもかかわらず生還したことに由来する。
マエルクム
ザイオン人。筋肉隆々な肉体に金輪で束ねたドレッドヘア。曳航船（タグ）「マーカス・ガーヴィ」を操縦してケイス達をサポートする。
3ジェイン
レイディ・3ジェイン・マリー＝フランス・テスィエ・アシュプール。軌道上に暮らす閉鎖的な財閥「テスィエ＝アシュプール」一族の一員。丸顔に鷲鼻で鳥に似た、美人とは言えないが印象的な容貌。同族の8ジャンと共に、物語時点で冷凍睡眠から目覚めて活動している一族で唯一の人物。
ヒデオ
テスィエ＝アシュプール一族に運用されている培養忍者。細胞からの殺し屋として死の静寂を放つ。
老アシュプール
ジョン・ハーネス・アシュプール。テスィエ＝アシュプール一族の創始者。冷凍睡眠で寿命を保っているが、狂気に侵されている。
マリー＝フランス
マリー＝フランス・テスィエ。テスィエ＝アシュプール一族の創始者。AIの冬寂（ウィンターミュート）とニューロマンサーを作ったが、夫に殺害された。
冬寂（ウィンターミュート）
たびたびケイスの前に現れるAI（人工知能）。潜入の標的にして雇い主。ベルンに本体（メインフレーム）があり、限定的スイス市民権を所有している。
ニューロマンサー
冬寂（ウィンターミュート）の脳の半身。ニューロは神経。夢想家（ロマンサー）、魔道師（ネクロマンサー）。本体（メインフレーム）はリオにある。
リンダ
リンダ・リー。20歳。ケイスの千葉シティでのガールフレンド。

## ガジェットなど
千葉（チバ）
日本の千葉市。“臓器移植や神経接合や微細生体工学と同義語となった千葉”、“千葉の闇クリニック群こそ最先端”などと表現され、アンダーグラウンドで違法なサイバネ技術やコンピュータ技術に群がる怪しげな外国人が大量にいる。ケイスがうろついている「仁清」（ニンセイ）はそうした外国人がたむろする一種の治外法権地域のようで、日本人は近寄らない。有名な書き出しから始まる“千葉市憂愁”は評価が高く、また千葉は後々になっても重要な要素として語られる。
チャット
茶壺（チャツボ）。千葉の仁清にある「筋金入り」の国外居住者用バーで、ここで一週間飲み続けても日本語を耳にすることはないという。
安ホテル（チープホテル）
棺桶（コフイン）と呼ばれるカプセル状の個室を備えた宿泊施設（カプセルホテル）。
新円（ニュー・イェン）
作中で使われる日本の旧紙幣。与信通貨が一般的になった劇中でも、世界中の闇マーケットで流通しているという。
叶和圓（イェヘユァン）
作中でケイスが好んで吸うタバコの銘柄。
ウルトラスエード
車の内装に使われていた素材。実在する東レの人造皮革エクセーヌの北米向け名も「ウルトラスウェード」だが、同一かは不明。
擬態ポリカーボン
背景に合わせて模様が変化する光学迷彩服。決まった模様を再生する録画機能を備えた服もあり、ファッションにも応用されている。
カウボーイ
コンピュータ・カウボーイ。ジョッキーとも。デッキを使ってジャック・インし、電脳空間を駆け抜けるハッカー（クラッカー）のこと。
BAMA
「ボストン＝アトランタ＝メトロポリタン軸帯」の略称。通称"スプロール"。ニューヨーク市、アトランタ市、ボストン市の3つを合わせた北米東部のベルト地帯。ジオデシック・ドームに覆われた空に無数の高層建築が立ち並ぶ。ケイスの故郷とされ、世界中のマトリックス・ハッカー文化の中心。
マトリックス
電脳空間（サイバースペース）。電子情報網を視覚象徴化した共感覚幻想（GUI）。マトリックス内のデータは現実の地理に対応した座標が割り当てられており、格子空間の中に浮かぶ輝くネオンの立体物として表示される。
氷（アイス）
Intrusion Countermeasure Electronics（ICE：侵入対抗電子機器）の略称。重要なデータやネットワークを不正なアクセスから守るためのセキュリティシステム。翻訳版では「氷」に「アイス」というルビで書かれており、この語は作者の別作品でもよく使用される。特に黒い氷と呼ばれるものは潜入に失敗するとハッカーの脳を焼き切り死に至らしめる。（参照：攻性防壁）
氷破り（アイスブレイカー）
ICEを突破するための専用のクラッキング・ソフトウェア。作中では中国製の軍用氷破り「広（クアン）マーク十一（イレブン）」などが登場する。
デッキ（Deck）
コンピューター・カウボーイが「ジャック・イン」するのに使用する情報端末。平べったい皮膚電極を額につけて使用する。マトリックスにジャック・インする「マトリックス・デッキ」や「シムスティム・デッキ」などがあり、用途に応じて組み合わせて使用する他、ROM構造物や氷破り（アイスブレイカー）などのソフトウェア・カセットを投入するスロットルなども備える。
ケイスに与えられたのは「オノ＝センダイ・サイバースペース7」というモデルで、これにホサカのコンピューターやソニーのモニタなどを接続して使用する。
疑験（シムスティム）
「シムスティム・デッキ」を介して、他人の視覚・聴覚・触覚などの感覚を共有する。訳は「疑似体験」の略だと思われる。生中継の他に、編集された記録へのアクセスも可能。
構造物
個人の人格や記憶などを記録したROMカセット。電源を切るたびに短期記憶が消えてしまうので、長期間活動させるには、外部に記憶媒体（バンク）を用意しておく必要がある。またROMであるが故に、行動がほぼ予測できるという。本作中では既に故人のディクシー・フラットラインのものが登場。
マイクロソフト
知識などを記録したシリコンの断片で、耳の後ろに埋め込んだソケットに差し込んで使用する。ちなみにマイクロソフト社の設立時期は本作よりも早く1975年設立。
個室屋
性サービス業。手術を受けて無意識状態のホスト（ホステス）に、客の嗜好に合わせたソフトウェアを乗せて楽しむ。
スクリーミング・フィスト
先の戦争でアメリカがソ連の情報ネットワークに潜入しようとした軍事作戦。隊員は軽飛（マイクロフライト）でソ連領内に侵入し、同乗した操作卓オペレーターがソ連のアイスを突破してウイルスを注入する手筈だったが、軍上層部の裏切りで壊滅し、大規模な疑獄事件となった。この作戦の操作卓オペレーターが、コンピュータ・カウボーイの起源であるという。
パンサー・モダンズ
スプロールで流行している不良少年集団。モリイの依頼でセンス／ネット社に対する陽動作戦を担当した。典型的なモダンズは歯牙移植手術等による獣じみた容貌に、耳には大量のマイクロソフトを挿し、擬態ポリカーボンを着込んでいる。
ザイオン人
高軌道のザイオン・クラスタに住むラスタファリアン。独特の言葉遣いで話す。
ザイバツ、ヤクザ
多国籍の企業組織／犯罪組織を指す。圧倒的な規模と影響力を持った存在であることが示唆される。財閥は作中、オノ＝センダイ、ホサカ、センス／ネット、テスィエ＝アシュプールなどの名が出る。
テスィエ＝アシュプール株式会社（SA）
T＝A。同族経営の強力な財閥（ザイバツ）の一つで、高軌道上に本拠を持つ。閉鎖的で、クローン技術によって一族を増やし、冷凍睡眠で寿命を保っている。AI“冬寂”（ウィンターミュート）を所有する。
自由界（フリーサイド）
テスィエ＝アシュプールが所有する、高軌道上の保養地（スペースコロニー）。紡錘体（スピンドル）で、遠心力によって人工重力を発生させている。
迷光（ストレイライト）
ヴィラ・ストレイライト。自由市の先端部にあたる、テスィエ＝アシュプール一族の邸宅。内部は一族が重力の井戸からサルベージしていた無数の美術・骨董品が乱雑に組み合わされたコラージュになっており、蜂の巣のように内側に向かって増殖している。
AI
人工知能。人間を凌駕する情報処理能力を持つが、運用には莫大な費用がかかるため大企業でなければ保有できない。
チューリング
AIが必要以上の能力を得て人類の管理から脱することがないように監視する公的機関。名称はチューリング・テストなどを考案したアラン・チューリングに由来すると思われる。

## SF史上における意義
『ニューロマンサー』はサイバーパンクSFの代表的タイトルとして認知されている。同じSF小説家であり、サイバーパンク小説のもう一方の代表者でもあるブルース・スターリングからは「おなじみの、古くさい未来とはおさらばだ」と評価された。
「サイバーパンク」と呼ばれるSFジャンル自体は、1981年のヴァーナー・ヴィンジの『マイクロチップの魔術師』によって拓かれたとされるが、従来の侵略・遭遇テーマ、米ソ冷戦時代を背景にした人類滅亡テーマが盛んに用いられたSF界では反主流であり、いわばキワモノ扱いされていた感が強く「サイバー」と「パンク」の2つの単語は、まだ奇妙な新語のレベルにとどまる時代であった。
その背景には、1981年当時のコンピュータ技術のレベルが、『マイクロチップの魔術師』で初めて披露された、世界のすみずみまでコンピュータネットワークと電子情報がめぐる世界を想像させるには、あまりに幼かったからと言える（ちなみに現在インターネットと呼ばれる電脳網が民間にも広がり始めたのは1986年）。
しかし、1982年に公開された映画『ブレードランナー』が、はからずも未開拓だったサイバーパンクの地盤を大きく押し広げる下地となる。同作で描かれた、環境汚染が進み、車が空を飛び、アジアの文化と最先端の機械文明が猥雑に混合した、暗く美しいアンダーグラウンド的未来世界のビジュアルは、それまで人々が持っていた『2001年宇宙の旅』に代表されるクリーンな未来世界のビジュアルや、『スター・ウォーズ』などのような明快なストーリーのSFのイメージを根底から覆すインパクトを持っており、カルト的と見られていたSFファンの中の、さらにカルトな人々を激しく魅了した。
そして1984年に本作が出版されると、SF界はこの作品に惜しみない称賛の声を送った。『ニューロマンサー』には、『ブレードランナー』で示された猥雑な未来世界のガジェットと、電子世界に人体を「接続」し、意識ごとダイブするというアイデアが結合されており、文句なく新しく「サイバー」であり「パンク」であった。
その一例として『ニューロマンサー』へのオマージュは数多くの作品で見られることがあげられる。『ハイペリオン』（著者ダン・シモンズ）に収録された小説の一編では「ギブスン」という名の伝説的カウボーイが強大なAIへのハッキングに成功した都市伝説がある、と語られている。
映画化企画も何度も上がったものの、全て幻となっている。ただし1995年に短編『記憶屋ジョニイ』をギブスン自身の脚本で映画化した『JM』には本作の要素も多く挿入されており、『マトリックス』も元は本作の映画化企画からスタートした作品である。